# Urina

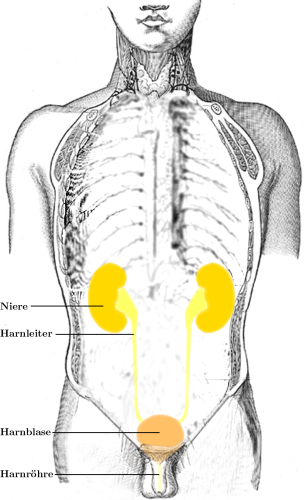
Raffigurazione degli organi del tratto urinario: rene, uretere, vescica, uretra.

L'urina, o orina (dal greco antico: οὖρον?), è il prodotto finale della escrezione del rene, attraverso la quale vengono eliminati dall'organismo i prodotti metabolici (scorie dannose, soprattutto urea) presenti nel sangue. 
Essa fluisce nella pelvi renale, quindi nell'uretere e si raccoglie nella vescica, organo cavo preposto al suo accumulo. L'emissione di urina avviene poi attraverso l'uretra, e viene definita minzione. 
Nel linguaggio medico, la produzione di urine in un definito arco temporale prende il nome di diuresi.
Nel passato l'urina veniva utilizzata per diverse finalità, nella proto-industria tessile, nella pelletteria, come detergente per la pulizia della persona, come concime, oltre che in ambito terapeutico.

## Fisiologia umana

Campione di urina umana

L'urina è il prodotto finale dell'escrezione dei reni, che hanno la funzione di mantenere l'equilibrio idrominerale e acido-base del sangue. L'espulsione di urea consente di eliminare le scorie in modo da comportare una perdita d'acqua molto piccola: se l'ammoniaca fosse mandata ai nefroni direttamente, per non produrre gravi danni essa dovrebbe essere molto più diluita.
Il valore del pH urinario è variabile in condizioni fisiologiche e patologiche, in un intervallo tra 4,4 e 8, anche se normalmente vicino a 6; in condizioni normali varia in un intervallo tra 5,0 e 7,0, in funzione anche della dieta. La densità è pari a 1015–1025 kg/m³.
Nell'uomo sano l'urina è un liquido limpido, giallo paglierino in condizioni normali, o giallo citrino nelle urine concentrate; la colorazione è dovuta all'Urobilina, pigmento derivato probabilmente dalla degradazione delle proteine tissutali.
La quantità di urina prodotta è estremamente variabile, in quanto la percentuale di acqua dipende dalla somma dei processi di filtrazione, che avvengono nei glomeruli renali, e di riassorbimento, che avvengono invece nei tubuli renali; in una persona sana l'eliminazione di acqua con le urine dipende dalla quantità di liquidi introdotti (con alimenti e bevande) e persi (sudorazione, feci, vapore acqueo nell'aria espirata, ecc.). Una persona adulta produce giornalmente, in media, una quantità di urine compresa fra 500 ml e 2500 ml. Sebbene anche in persone sane sia possibile osservare valori esterni a questi limiti, per convenzione si parla di oliguria per quantità giornaliere inferiori al limite minimo e analogamente di poliuria per quantità superiori al limite massimo. La comparsa di poliuria, specie se accompagnata da un aumento della sete (polidipsia), deve indurre ad indagare sulla possibile presenza di diabete.
Dal punto di vista microbiologico l'urina era tradizionalmente considerata sterile; alcuni studi, tuttavia, usando tecniche non convenzionali di coltura batterica, hanno dimostrato l'esistenza di una flora batterica residente nella vescica.

### Composizione

Formula di struttura dell'urea

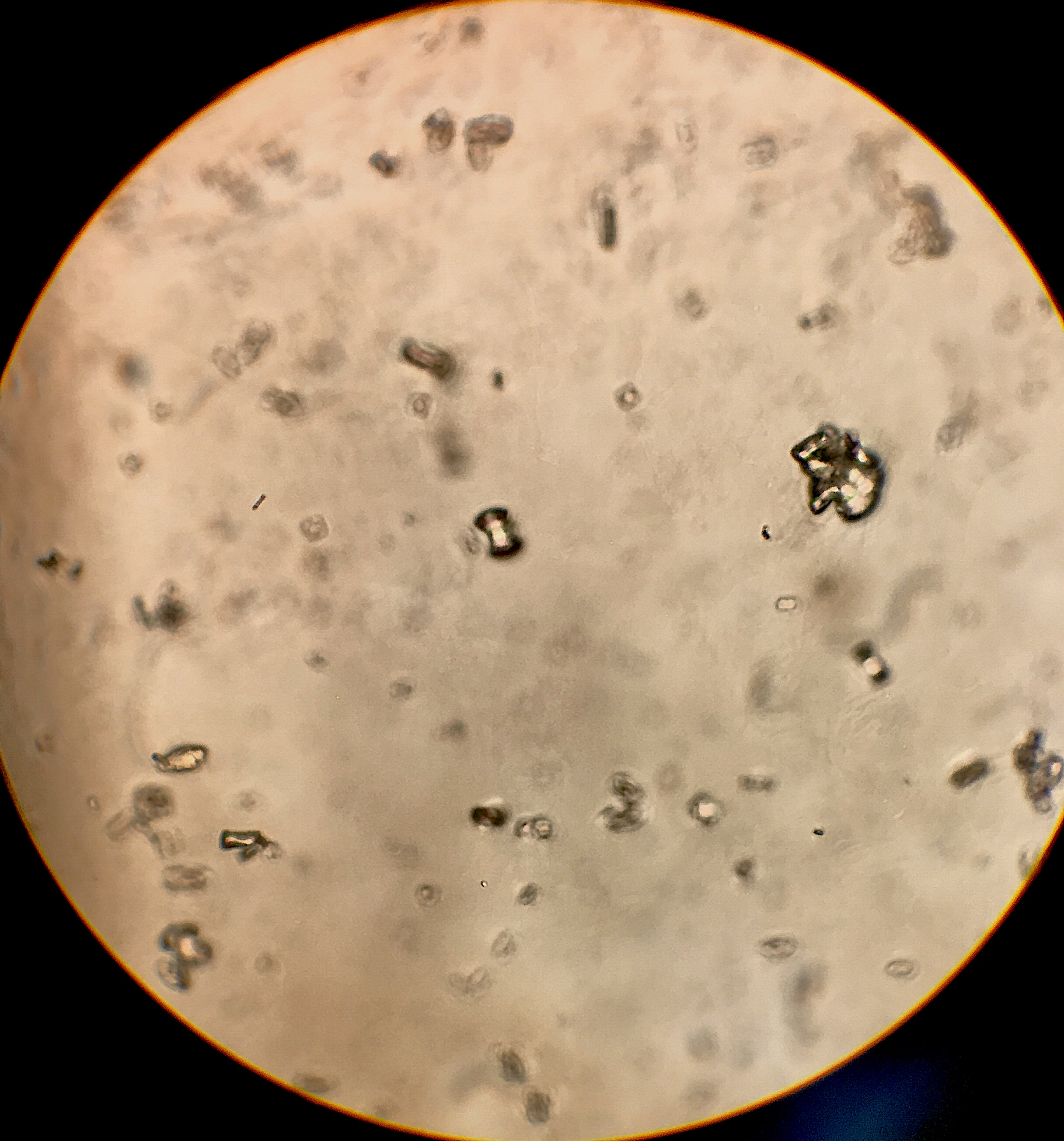
Campione di urina al microscopio

Un litro di urina è composto da:
- acqua (960 g)
- urea (20–25 g)
- cloruro di sodio (10–16 g)
- azoto (10–15 g)
- sodio
- urobilina
- acido urico
- acido ippurico
- acido solforico
- acido fosforico
- acido cloridrico
- potassio
- calcio
- magnesio
- creatinina

#### L'urinod
Urinod, o uronod, era il nome attribuito ad un ipotetico composto chimico scoperto nel 1914 dai ricercatori William Dehn e Frank Hartman, che sostenevano di aver isolato la molecola responsabile del caratteristico odore dell'urina ed avevano proposto che si potesse trattare di un ciclochetone di formula C6H8O. La pubblicazione del 1914 è stata citata e ripresa da alcuni studi dell'epoca, tuttavia la suddetta molecola non è mai stata effettivamente identificata, anzi, già nel 1916 uno studio condotto circa la composizione dell'urina, poneva l'attenzione su alcune incongruenze ed errori metodici commessi da Dehn ed Hartman. Studi successivi confermeranno che l'odore caratteristico dell'urina, erroneamente attribuito ad una nuova molecola, era dovuto al contenuto già noto di ammoniaca, e che nella composizione delle urine umane non sono presenti ciclochetoni o sostanze analoghe.

### Soglia renale
La concentrazione di glucosio nel sangue (glicemia) ha un valore massimo per il quale il rene è in grado di riassorbirlo totalmente, pari a 180 mg/dl (glicemia normale 70–120 mg/dl). Sopra questa concentrazione il glucosio passa nelle urine (glicosuria), richiamando acqua; questo richiamo massivo d'acqua determina poliuria e possibile disidratazione. 

### Patologia

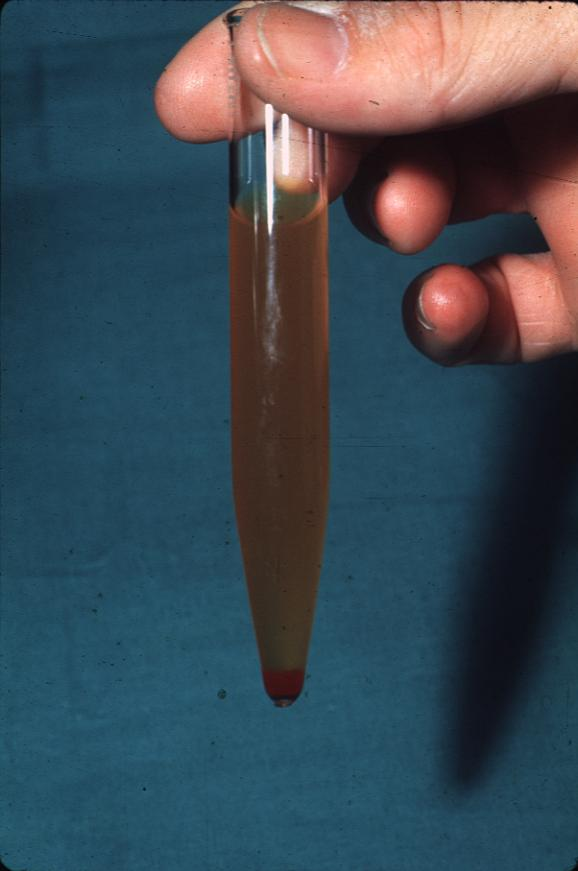
Un campione di un soggetto affetto da ematuria

#### Alterazioni della composizione
- Chetonuria, presenza di corpi chetonici (in particolare di acetone) nelle urine.
- Albuminuria, presenza di albumina nelle urine.
  - Microalbuminuria.
- Ipostenuria, urine poco concentrate (nel caso di persone affette da diabete insipido) densità <1010 kg/m³.
- Iperstenuria, urine molto concentrate, dal peso specifico aumentato (espulsione di contrasto utilizzato in esami clinici nel caso di diabete mellito di tipo 2 per presenza nelle urine di glucosio) densità >1030 kg/m³.
- Ematuria, presenza di sangue nelle urine:
  - microematuria: presenza di globuli rossi visibili all'esame microscopico delle urine.
  - macroematuria: presenza di sangue visibile ad occhio nudo che colora le urine (solitamente marrone/rossiccio).
- Glicosuria/Mellituria, presenza di zuccheri nelle urine.
- Lipiduria, presenza di lipidi nelle urine.
- Leucocituria, presenza di leucociti (globuli bianchi) nell'urina (frequente in corso di infezioni delle vie urinarie).
- Piuria, presenza di pus nelle urine.
- Pneumaturia, eliminazione di gas assieme alle urine.
- Proteinuria, presenza di proteine nelle urine (patologica solo se superiore ad una soglia definita).

#### Alterazioni del colore

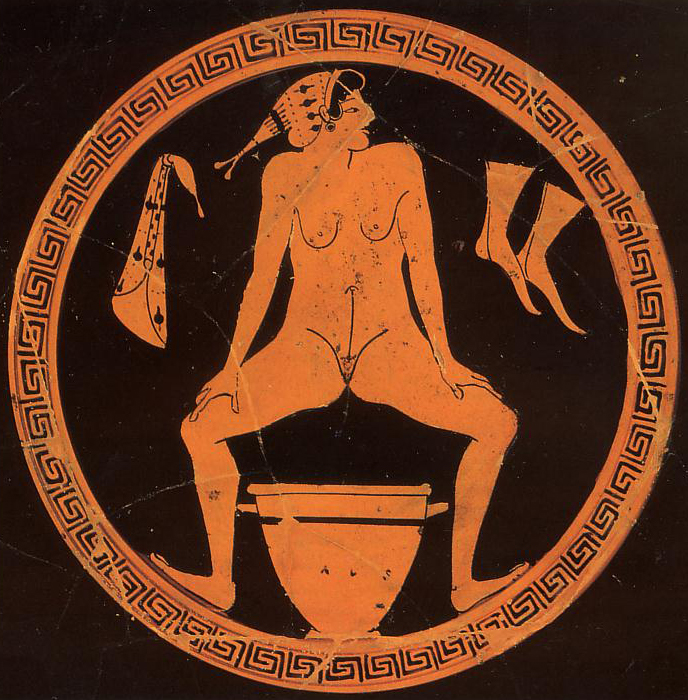
Rappresentazione di una donna all'atto dell'urinare

Le urine possono assumere molte colorazioni a seconda dello stato patologico in cui versa il paziente:
- Colore acqua di roccia: nel caso non si sia assunto acqua in modo eccessivo e tenda a perdurare, potrebbe infatti essere causato da diabete conclamato.
- Ambra: possibile presenza di quantità patologiche di bilirubina o di urobilina (da patologie del fegato o del sangue) o di alcuni farmaci (antibiotici, antipiretici).
- Rosso o marrone rossastro: sangue (ematuria), emoglobina, mioglobina, porfirina, coloranti, alcuni farmaci antipiretici, consumo di barbabietole.
- Verdastro: biliverdina in alcune malattie caratterizzate da ittero grave, acido fenico nelle intossicazioni, alcuni farmaci (acido salicilico, sulfamidici, farmaci psicoattivi).
- Bruno/nero: emoglobina, porfirina in alcuni casi di porfiria.
- Viola (solo dopo essere state esposte al sole): sintomatologia date dalle malattie porfirie.
- Blu: causata da ipercalcemia con nefrocalcinosi[11] o batteri Pseudomonas.[12]